# Saint-Méloir-des-Ondes
Saint-Méloir-des-Ondes (tiếng Breton: Sant-Meleg là một xã của tỉnh Ille-et-Vilaine, thuộc vùng Bretagne, miền tây bắc nước Pháp.

## Dân số
Người dân ở Saint-Méloir-des-Ondes được gọi là Méloriens.
| 1962                                            | 1968 | 1975 | 1982 | 1990 | 1999 | 2005 |
| ----------------------------------------------- | ---- | ---- | ---- | ---- | ---- | ---- |
| 2413                                            | 2486 | 2320 | 2322 | 2588 | 2995 | 3358 |
| Starting in 1962: Population without duplicates |      |      |      |      |      |      |